# کامرون جیردلستون
کامرون جیردلستون (انگلیسی: Cameron Girdlestone؛ زادهٔ ۲۹ april ۱۹۸۸ (۳۶ سال)) ورزشکار روئینگ اهل استرالیا است.
وی در مسابقات کشوری و بین‌المللی در مجموع برندهٔ ۲ مدال نقره شده‌است.